# Сорафениб
амино)фенокси]-N-метил-пиридин-2-карбоксамид
| C = 21 | H = 16 | Cl = 1 | F = 3 | N = 4 | O = 3 
| molecular_weight = 464,825 г/моль
| CAS_number = 284461-73-0
| PubChem = 216239
| DrugBank = DB00398
| group = Противоопухолевые средства —
ингибиторы протеинкиназ
| ATC = L01XE05
| bioavailability = 29—49 %
| protein_bound = 99,5 %
| metabolism = печень
| elimination_half-life = 24—48 часов
| forms = Таблетки, покрытые плёночной оболочкой  
| routes_of_administration = Перорально
| trademarks = Нексавар (Nexavar®)
}}
Сорафени́б — противоопухолевое средство направленного действия. Является низкомолекулярным мультикиназным ингибитором. Обеспечивает уменьшение пролиферации опухолевых клеток in vitro. При этом показано, что он подавляет как внутриклеточные киназы (серин/треонинкиназы c-CRAF, BRAF и мутантную BRAF), так и расположенные на поверхности клеток рецепторные тирозинкиназы, среди которых:
- рецепторы фактора роста эндотелия сосудов (VEGFR-1, VEGFR-2 и VEGFR-3);
- рецептор фактора стволовых клеток (KIT);
- рецептор Fms-подобной тирозинкиназы-3 (FLT-3);
- рецептор тромбоцитарного фактора роста (PDGFR-β);
- рецептор нейротрофического глиального фактора (RET)[1].

Согласно последним данным, некоторые из этих киназ играют ключевую роль в процессах ангиогенеза и апоптоза. В клинических испытаниях выявлено, что сорафениб подавляет рост опухоли при почечно-клеточном и печёночно-клеточном раке у человека.
В качестве средства, применяемого при терапии почечно-клеточного рака, сорафениб был официально признан: в США — в декабре 2005 года (одобрен Управлением по контролю качества пищевых продуктов и лекарственных средств, FDA), в Европейском Союзе — в июле 2006 года. Как средство лечения гепатоцеллюлярной карциномы (наиболее распространённой разновидности рака печени) сорафениб получил одобрение Европейской комиссии в октябре 2007 года и одобрение FDA в ноябре того же года.
В России сорафениб был зарегистрирован для лечения больных раком почки 31 мая 2007 года, а начиная с 2012 года он включён в Перечень ЖНВЛП. В марте 2014 года Минздрав России рекомендовал его также для терапии местно-распространённого или метастатического дифференцированного рака щитовидной железы, резистентного к радиоактивному йоду.

## Препарат Нексавар
Сорафениб составляет основу противоопухолевого препарата, выпускаемого под торговым названием Нексавар (Nexavar) фармацевтической компанией Bayer AG (Германия) и предназначенного для перорального приёма. Лекарственная форма представляет собой таблетки, покрытые плёночной оболочкой; в роли действующего вещества выступает тозилат сорафениба.

### Показания
Показания к применению Нексавара>:
- метастатический почечно-клеточный рак;
- печёночно-клеточный рак;
- местно-распространённый или метастатический дифференцированный рак щитовидной железы, резистентный к радиоактивному йоду.

### Режим дозирования
Рекомендуемая суточная доза сорафениба — 800 мг (4 таблетки). Принимают его в два приёма (2 раза по 2 таблетки) — либо в промежутках между приёмами пищи, либо вместе с ней (при этом содержание жира в пище может быть низким или умеренным, но не высоким); таблетки проглатывают, запивая их стаканом воды.

### Фармакокинетика
После приёма таблеток Нексавара максимальная концентрация сорафениба в плазме крови достигается примерно через 3 часа; допускается приём препарата как натощак, так и вместе с пищей, характеризующейся умеренным содержанием жира (если содержание жира в пище велико, биодоступность сорафениба снижается примерно на 30 %). Равновесные концентрации сорафениба в плазме крови достигаются через 7 дней после начала приёма препарата. Связь с белками — 99,5 %.
Метаболизм сорафениба происходит в основном в печени — за счёт окисления (опосредуется изоферментом CYP3A4) и глюкуронирования (опосредуется изоферментом UGT1A9). Метаболиты сорафениба (всего их идентифицировано 8, основной — пиридин N-оксид) циркулируют в плазме наряду с ним самим (в равновесном состоянии их концентрация составляет от 15 до 30 % по отношению к концентрации самого сорафениба) и проявляют сходную с ним активность.
Сорафениб имеет период полувыведения 24—48 часов; за две недели выводится из организма практически полностью (80 % — преимущественно в неизменённой форме с калом, 20 % — в форме глюкуронидов с мочой). Не выявлено влияния снижения почечной функции и функций печени на фармакокинетику сорафениба, однако у больных с тяжёлыми нарушениями функции печени фармакокинетика не изучалась.

### Противопоказания
Основным противопоказанием при применении Нексавара служит повышенная чувствительность к сорафенибу. Препарат не должны применять беременные женщины, поскольку для плода препарат потенциально опасен, обладая тератогенным действием и эмбриотоксичностью (в экспериментах на животных выявлена способность сорафениба вызывать пороки развития). Не установлены эффективность и безопасность применения препарата для детей и кормящих матерей. Следует проявлять осторожность при приёме Нексавара пациентами с артериальной гипертензией, кожными заболеваниями, наличием кровотечений в анамнезе, при нестабильной стенокардии или перенесённом инфаркте миокарда, а также при терапии совместно с иринотеканом и доцетакселом.
Ниже приводится перечень (неполный) основных нежелательных явлений, выявленных при применении Нексавара. В зависимости от их характера и степени выраженности лечащий врач принимает решение:
- о продолжении лечения данным препаратом с использованием стандартной либо сниженной дозировки (и применением — при необходимости — местной симптоматической терапии);
- о приостановке приёма препарата на 7 или более дней;
- о прекращении терапии Нексаваром.

В перечне упоминание каждого из данных нежелательных побочных эффектов сопровождается:  пометкой «очень часто» — если частота возникновения эффекта больше 10 %;  пометкой «часто» — если она лежит в пределах от 1 до 10 %;  пометкой «нечасто» — если она лежит в пределах от 0,1 до 1 %.
Перечень побочных эффектов:
- со стороны кожи:  очень часто — кожная сыпь, ладонно-подошвенная эритродизэстезия, эритема, кожный зуд, алопеция;  часто — сухость кожи, шелушение кожи, акне, эксфолиативный дерматит;  нечасто — экзема, мультиформная эритема, фолликулит;
- со стороны системы пищеварения:  очень часто — диарея, тошнота, рвота, боли в животе;  часто — стоматит, диспепсия, запор;  нечасто — гастроэзофагеальный рефлюкс, гастрит, панкреатит, холецистит, повышение уровня билирубина;
- со стороны системы кроветворения:  очень часто — лимфопения;  часто — лейкопения, нейтропения, тромбоцитопения, анемия;
- со стороны дыхательной системы:  часто — охриплость;  нечасто — ринорея, пневмония;
- со стороны сердечно-сосудистой системы:  очень часто — кровотечения[14], повышение артериального давления;  часто — застойная сердечная недостаточность, «приливы» крови к лицу;  нечасто — гипертонический криз, ишемия или инфаркт миокарда;
- со стороны эндокринной системы:  нечасто — гипотиреоз, гипертиреоз;
- со стороны нервной системы:  часто — периферическая сенсорная нейропатия, обратимый энцефалопатический синдром;
- прочие:  очень часто — повышенная утомляемость, боли в ротовой полости, головные боли;  часто — астения, гриппоподобный синдром.

### Взаимодействие
Потенциальные индукторы изофермента CYP3A4 (рифампицин, дексаметазон, фенитоин, карбамазепин, фенобарбитал, зверобой продырявленный) способны повышать метаболизм и снижать концентрацию сорафениба в плазме крови. Взаимодействие с варфарином (субстрат изофермента CYP2C9) не является клинически значимым. Возможно повышение концентрации субстратов изофермента CYP2B6 (в т. ч. бупропиона, циклофосфамида, эфавиренза, ифосфамида, метадона) и CYP2C8 (паклитаксела, амодиахина, репаглинида). Сорафениб ингибирует активность УДФ-глюкуронилтрансфераз — UGT1A1 и UGT1A9. Повышает AUC доксорубицина на 21 %, доцетаксела на 36—80 %, иринотекана на 26—42 %, активного метаболита иринотекана на 67—120 %.

## Сорафениб в таргетной терапии рака почки
Сорафениб проявил себя — наряду с сунитинибом — как одно из наиболее многообещающих средств таргетной терапии почечно-клеточного рака. В одном из исследований II фазы, включавшем как первичных больных метастатическим раком почки, так и больных с прогрессированием заболевания после первичного лечения, пациенты проходили 12-недельный курс лечения сорафенибом с последующей рандомизацией для продолжения терапии сорафенибом или плацебо. Непрерывное лечение сорафенибом существенно увеличило период выживаемости без прогрессирования: 24 недели против 6 недель в плацебо-группе; при этом у 70 % отмечалось уменьшение опухоли или стабилизация заболевания уже во время начального 12-недельного периода.
В масштабном исследовании III фазы (903 больных) было выявлено статистически достоверное увеличение среднего периода до прогрессирования по сравнению с плацебо: 5,5 и 2,8 месяцев соответственно. Перерывы в назначении сорафениба наблюдались в 21 % случаев и в основном были вызваны развитием ладонно-подошвенной эритродизэстезии. Выяснилось также, что гематологическая токсичность при терапии сорафенибом возникает существенно реже, чем при приёме сунитиниба. Лимфопения III—IV степени токсичности была отмечена у 13 % больных; в 43 % случаев приём сорафениба сопровождался диареей, в 23 % — тошнотой; большинство этих побочных явлений были лёгкой и средней степени токсичности с отсутствием кумулирующего эффекта.
Результаты исследований и практики применения сорафениба как средства терапии почечно-клеточного рака позволяют сделать вывод о том, что он существенно увеличивает беспрогрессивную выживаемость, являясь достаточно хорошо переносимым препаратом. Поскольку сорафениб (как и другие известные препараты таргетной терапии) вызывает прежде всего стабилизацию заболевания и значительно реже — полную регрессию опухоли, его использование предполагает длительный (и даже постоянный) приём препарата. Побочные эффекты от его применения могут (как и симптомы самого́ заболевания) снижать физическое и эмоциональное благополучие пациентов; поэтому врач должен знать способы профилактики и лечения данных побочных эффектов, оперативно откликаясь на изменения в состоянии больного.